# 毛織華澄
毛織 華澄（もおり かすみ、1997年5月28日 - ）は、長野放送のアナウンサー。

## 来歴
福岡県福岡市出身。大阪芸術大学放送学科卒業後、2020年4月に鹿児島讀賣テレビへ入社。同期は横山あさみ。
2022年3月をもって鹿児島讀賣テレビを退社した。
2022年9月から長野放送へ入社。

## 人物
特技はお経と正座。実家がお寺で、家族全員が僧侶の資格を取得している。
憧れの人はウォルト・ディズニー。好きな言葉は「どん底に大地あり」

## 現在の担当番組
- 土曜はこれダネッ!（2022年10月1日 -）
- 未来への便り（2022年10月-、ナレーション）
- おはようNBS（2022年10月-、ナビゲーター）
- NBSニュース

## 過去の出演番組
- KYT news every. - フィールドキャスター
- かごしまソロ活
- ユメイロ＠ネット
- KYTニュース
- Oha!4 NEWS LIVE（2021年1月18日） - 忽滑谷こころ（日本テレビアナウンサー。毛織と同じ、2020年入社）とリモート形式でインタビュー出演[3]
- マウンテンドクター第10話（2024年9月9日） - 中継リポーター役